# Leiobunum nigropalpi
Leiobunum nigropalpi is een hooiwagen uit de familie Sclerosomatidae.